# チェスターフィールド郡 (サウスカロライナ州)

サウスカロライナ州内の位置

チェスターフィールド郡（Chesterfield County）は、アメリカ合衆国サウスカロライナ州に位置する郡である。人口は42,768人（2000年）。郡庁所在地はチェスターフィールドである。ノースカロライナ州境に接している。

## 地理
アメリカ合衆国統計局によると、この郡は総面積2,087 km2 (806 mi2) である。このうち2,068 km2 (799 mi2) が陸地で19 km2 (7 mi2) が水地域である。総面積の0.89%が水地域となっている。

## 人口動勢
2000年国勢調査で、この郡は人口42,768人、16,557世帯、及び11,705家族が暮らしている。人口密度は21/km2 (54/mi2). である。9/km2 (24/mi2) の平均的な密度に18,818軒の住宅が建っている。この郡の人種的な構成は白人64.34%、アフリカン・アメリカン33.22%、先住民0.34%、アジア0.30%、太平洋諸島系0.02%、その他の人種1.04%、及び混血0.75%である。ここの人口の2.27%はヒスパニックまたはラテン系である。
この郡内の住民は26.60%が18歳未満の未成年、18歳以上24歳以下が8.50%、25歳以上44歳以下が29.00%、45歳以上64歳以下が23.90%、及び65歳以上が12.00%にわたっている。中央値年齢は36歳である。女性100人ごとに対して男性は93.20人である。18歳以上の女性100人ごとに対して男性は90.00人である。
この郡内の世帯ごとの平均的な収入は29,483米ドルであり、家族ごとの平均的な収入は36,200米ドルである。男性は30,205米ドルに対して女性は20,955米ドルの平均的な収入がある。この郡の一人当たりの収入 (per capita income) は14,233米ドルである。人口の20.30%及び家族の16.70%は貧困線以下である。全人口のうち18歳未満の24.70%及び65歳以上の24.20%は貧困線以下の生活を送っている。

## 都市及び町
- Cheraw
- チェスターフィールド (Chesterfield)
- ジェファーソン (Jefferson)
- McBee
- Mount Croghan
- ページランド (Pageland)
- パトリック (Patrick)
- Ruby